# Billy Wright (terrorista)
William Stephen Wright (Wolverhampton, 7 luglio 1960 – Long Kesh, 27 dicembre 1997) è stato un terrorista britannico.
Soprannominato King Rat, fu membro dell'Ulster Volunteer Force (UVF) e leader del movimento estremista Loyalist Volunteer Force (LVF). Venne ucciso da un commando dell'Irish National Liberation Army (INLA) all'interno del carcere di Maze, a Long Kesh.

## Biografia

### I primi anni e l'entrata nell'UVF
Billy Wright nacque a Wolverhampton in una famiglia protestante irlandese, ma crebbe a Mountnorris, nel sud della contea di Armagh (un'area quasi esclusivamente cattolica e di forte tradizione repubblicana militante). I genitori di Wright si separarono quando lui aveva sei anni ed egli visse per un certo periodo in un collegio di Mountnorris. Il giovane Wright si integrò con i cattolici e praticò il calcio gaelico il che indicava un rapporto amichevole con la popolazione locale cattolica e nazionalista. Neppure la sua famiglia era estremamente lealista. Il padre di Wright, sebbene si fosse mobilitato per promuovere un'inchiesta sulla morte del figlio, definì in seguito "aberranti" gli assassinii perpetrati dai lealisti.
In ogni caso a 15 anni Billy Wright entrò nei Young Citizen Volunteers (sezione giovanile dell'Ulster Volunteer Force), in parte come reazione al "Massacro di Kingsmill" del 1976, in cui 10 protestanti del luogo furono uccisi dall'IRA. Fu l'apice di una serie di uccisioni settarie in quell'area. Anche lo zio, il suocero ed il cognato di Wright furono uccisi dai repubblicani nello stesso periodo. Wright disse in seguito a proposito del "Massacro di Kingsmill":
(Toby Harnden, Bandit Country, the IRA and South Armagh, pag. 140)
La gente del luogo disse anche che Wright fu "indottrinato" dai locali paramilitari lealisti. Fu presto arrestato in seguito alle sue attività nell'UVF e condannato nel 1977 a sei anni di carcere per minacce a mano armata e dirottamento. Scontò 42 mesi per questi reati nelle prigioni di Crumlin Road e Maze. Quando i termini di carcerazione furono trascorsi, Wright si recò per breve tempo in Scozia, ma tornò in Irlanda del Nord a Portadown. Lavorò lì come agente assicurativo, si sposò ed ebbe due figlie. Nello stesso periodo diventò anche un Born again Christian e lavorò come predicatore del Vangelo nella contea di Armagh. La fede religiosa di Wright ebbe influenze contraddittorie sulla sua vita. Da un lato asserì che la sua fede lo indusse a difendere la "gente protestante dell'Ulster", mentre allo stesso tempo ammise che il piano su cui aveva portato lo scontro gli avrebbe assicurato la dannazione.

### Comandante dell'UVF dell'Ulster centrale e fondatore del LVF
A metà degli anni ottanta, dopo cinque anni di assenza dall'organizzazione, Wright riprese le proprie attività nell'UVF. Fu ripetutamente arrestato per sospetto di omicidio e cospirazione.
Wright divenne comandante della brigata dell'UVF dell'area di Portadown, la Mid-Ulster Brigade e, secondo le forze di sicurezza dell'Irlanda del Nord, è stato implicato (come mandante o esecutore) in almeno 20 omicidi settari sebbene non sia mai stato condannato per nessuno di questi.
Sebbene la maggior parte delle vittime di Wright furono civili cattolici, alcuni furono paramilitari repubblicani. Nel 1991 l'UVF uccise tre uomini dell'IRA insieme ad un anziano passante a Cappagh nella contea di Tyrone. Si sostiene anche che Wright fu a quel tempo uno mei maggiori trafficanti di droga dell'area, specialmente di ecstasy. La conseguenza delle uccisioni operate dalle sue unità fu che Wright divenne un obiettivo sia per l'IRA che per l'INLA. L'IRA tentò di uccidere Wright in cinque diverse occasioni, in una di queste mise una bomba sotto la sua auto, ma ogni volta Wright riuscì a salvarsi.
L'unità di Wright si faceva chiamare "brat pack" ("la banda dei monelli"). Il giornalista del Sunday World Martin O'Hagan la ribattezzò satiricamente "rat pack" ("il branco di topi") e lo stesso Billy Wright venne chiamato "King Rat" ("Re dei topi"). Il soprannome rimase nella coscienza popolare, con grande dispiacere di Wright. Per ritorsione Wright fece mettere una bomba negli uffici del giornale ed indirizzò minacce di morte ad O'Hagan ed a chiunque vi lavorasse. Oltre ad essere una delle figure principali a livello militare, Wright fu anche un militante politico all'interno dell'UVF e si dissociò pubblicamente dal cessate il fuoco dell'ottobre del 1994 proclamato dalla dirigenza.
Wright fu di nuovo critico con l'UVF quando non riuscirono ad organizzare degli attacchi in sostegno dell'annuale parata di Drumcree dell'Orange Order, che era stata vietata nel luglio del 1996. In conseguenza dell'inazione della dirigenza, egli ordinò diversi omicidi di propria iniziativa. Un tassista cattolico, Michael McGoldrick, venne ucciso nei pressi di Lurgan l'8 luglio 1996 dall'unità di Wright ed un altro cattolico, James Morgan, fu ucciso subito dopo dai suoi uomini. Wright venne espulso dall'UVF per questi attacchi non autorizzati e fu minacciato di morte.
Wright ignorò queste minacce e, in segno di sfida, formò il Loyalist Volunteer Force (LVF), arruolando principalmente membri dalla sua ex brigata dell'UVF. Ad essi si unirono altri lealisti delusi dal processo di pace in corso nell'Irlanda del Nord, fino ad arrivare ad una forza massima di circa 250 attivisti. Essi operarono al di fuori del Combined Loyalist Military Command (Comando militare congiunto lealista) ed ignorarono il cessate il fuoco dell'ottobre del 1994. Wright denunciò la dirigenza dell'UVF come "comunisti", per via delle tendenze verso la sinistra di alcune delle loro dichiarazioni pubbliche riguardo alla riconciliazione con la comunità nazionalista. Il LVF venne posto fuori legge dal Segretario di Stato per l'Irlanda del Nord Mo Mowlam nel giugno del 1997.
Nonostante una serie di omicidi settari e attacchi a proprietà cattoliche attribuiti al LVF tra il 1996 ed il 1997 (anche se mai rivendicati), Wright non fu imprigionato fino al marzo del 1997 quando fu condannato ad otto anni di reclusione per aver minacciato di morte una donna. Inizialmente incarcerato a Maghaberry, fu poi rimandato a Long Kesh nel carcere di Maze nell'aprile del 1997. Richiese e gli fu concessa una sezione per il LVF nei raggi C e D del blocco H6 per sé ed altri 26 terroristi. I detenuti dell'INLA alloggiati nei raggi A e B e l'Irish Republican Socialist Party (IRSP, l'ala politica dell'INLA) misero in guardia sulla possibilità di problemi se i detenuti non fossero stati tenuti separati. Nel maggio del 1997 i detenuti organizzarono una rivolta contro l'organizzazione delle visite al Maze.

### L'uccisione di Wright
Nella prigione di Maze esisteva una situazione di tensione. I detenuti dell'INLA avevano detto al personale di avere "intenzione, se ne avranno la possibilità, di eliminare il LVF". L'associazione delle guardie carcerarie disse che erano state prese le misure necessarie per evitare che i gruppi terroristici venissero in contatto. Gli agenti carcerari comunque, nutrivano forti preoccupazioni riguardo alle misure di sicurezza nel blocco H6 dove erano reclusi Wright e gli altri appartenenti al LVF. Cinque mesi più tardi, Wright fu vittima di un agguato da parte di un commando del INLA guidato da Christopher "Crip" McWilliams. Fu raggiunto da tre colpi di pistola e morì sul colpo.
Wright è considerato un eroe ed un martire dai lealisti più estremisti. Terroristi lealisti ad una dimostrazione paramilitare tenutasi a Portadown nel 2000 dissero ai giornalisti: "Ha fatto quello che doveva fare per garantire che la nostra fede e la nostra cultura rimanessero intatte".
Il LVF senza il suo leader subì una riduzione e divenne fortemente legato all'Ulster Freedom Fighters (UFF) di Johnny Adair. Il gruppo commise una serie di attacchi quasi casuali nei riguardi di civili cattolici come ritorsione all'omicidio di Wright. Martin O'Hagan, un giornalista particolarmente sgradito a Wright, venne ucciso nel settembre del 2001 dai Red Hand Defenders, una sigla di copertura.
La natura dell'uccisione di Wright, all'interno di una prigione di massima sicurezza, ha condotto a sospettare una possibile collusione delle autorità con l'INLA per eliminare una minaccia al processo di pace in corso. Il padre di Wright promosse une campagna per un'inchiesta pubblica sull'omicidio del figlio ed ha richiesto aiuto in materia alle autorità dell'Irlanda del Nord, della Gran Bretagna e dell'Irlanda. L'omicidio fu analizzato dalla Cory Collusion Inquiry che raccomandò al governo britannico di istruire un'inchiesta sulla morte di Wright.
Nel giugno del 2005 si è aperta l'inchiesta, presieduta da Lord MacLean. Partecipano all'inchiesta anche il professor Andrew Coyle dell'Università di Londra e l'ex vescovo di Hereford, il reverendo John Oliver.